# Frédéric Jay
Pour les articles homonymes, voir Jay.
Frédéric Jay est un footballeur français né le 20 septembre 1976 à Mâcon (Saône-et-Loire). Il est latéral droit devenu entraîneur.

## Biographie
En 1991, il dispute la Coupe nationale des minimes avec la sélection de la Ligue de Bourgogne. Parmi ses coéquipiers, les futurs professionnels Yoann Bouchard et Loïc Chavériat. 
Formé à l'AJ Auxerre, il dispute son premier match en Division 1 le 25 octobre 1996 en prenant une part importante à la large victoire de l'AJA contre Lyon sur le score de 7 à 0. 
Ne s'imposant jamais à l'AJA il est prêté à Rennes en janvier 2003. Sous les ordres de Vahid Halilhodžić, il participe au maintien du Stade rennais en Ligue 1. Il rejoint ensuite le club de Grenoble dont l'entraîneur est Dominique Cuperly ancien entraîneur adjoint de Guy Roux à Auxerre. Frédéric Jay reste deux saisons dans le club isérois puis il connaît une année galère en étant au chômage. 
Après cette saison blanche, il quitte l'hexagone pour la Belgique en rejoignant les rangs du RAEC Mons. Il y joue jusqu'en 2011, date à laquelle il décide de mettre un terme à sa carrière de joueur de football professionnel.

## Palmarès
- Champion de France des moins de 17 ans avec l'AJ Auxerre.
- International français des - 16 ans, des - 17 ans, - 18 ans.